# TV Asahi
TV Asahi Corporation (株式会社テレビ朝日, Kabushiki-gaisha Terebi Asahi), ook bekend als EX en Tele-Asa (テレ朝, Tere Asa), is een Japans televisienetwerk. Het hoofdkantoor van TV Asahi is gevestigd in Roppongi, Minato (Tokio). In het logo wordt de naam van het bedrijf met kleine letters geschreven: tv asahi. Het bedrijf is ook eigenaar van All-Nippon News Network.

## Geschiedenis

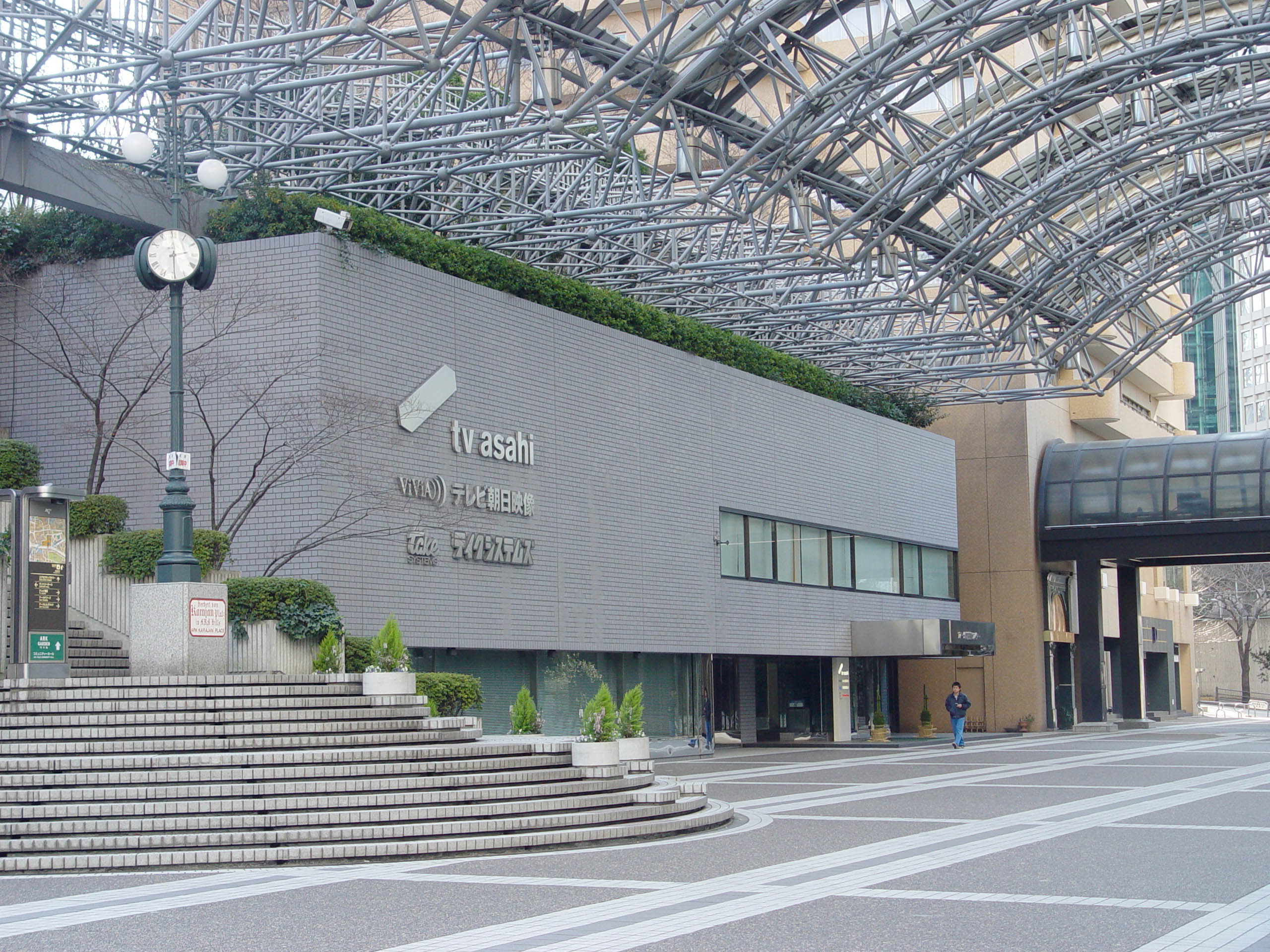
TV Asahi broadcasting center

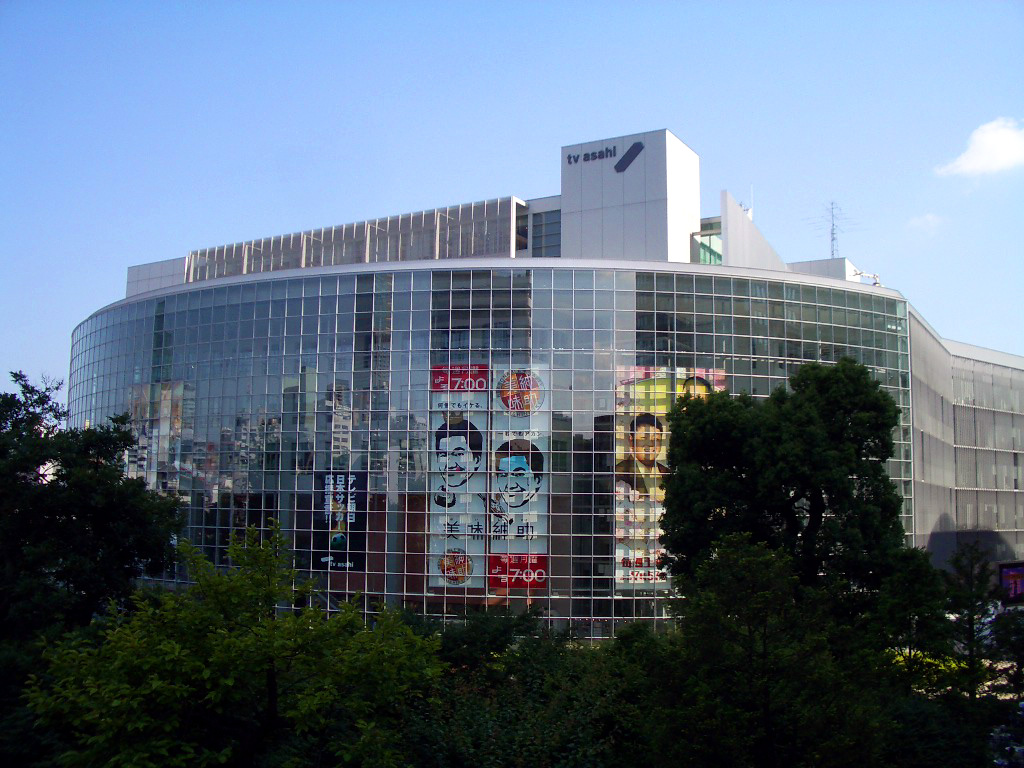
Het hoofdkantoor.

TV Asahi begon op 1 november 1957 als "Nihon Educational Television Co., Ltd." (株式会社日本教育テレビ, Kabushiki-gaisha Nihon Kyōiku Terebi). Het was toen vooral bedoeld als educatieve televisiezender, iets wat destijds zeldzaam was in de televisie-industrie. Deze opzet bleek echter een mislukking. In 1960 werd de zender dan ook uitgebreid naar een meer algemene zender. Zo begon de zender ook anime en buitenlandse films uit te zenden. De naam werd toen veranderd naar "NET TV" (NETテレビ). Officieel moest NET echter een educatieve zender blijven daar ze enkel daarvoor een licentie hadden gekregen. Daarom werden de anime en films gelegitimeerd met het excuus dat deze zouden bijdragen aan de emotionele ontwikkeling van kinderen en het feit dat kinderen zo kennis konden maken met buitenlandse cultuur.
Zeven jaar later zond NET zijn eerste programma in kleur uit. In 1973 werd de overgang van educatieve zender naar publieke zender voltooid. NET kreeg toen een licentie om ook niet-educatieve programma’s te mogen uitzenden. De naam werd toen veranderd naar NET General Television (総合局NET). Op 1 april 1977 werd de naam gewijzigd naar "Asahi National Broadcasting Company, Limited" (全国朝日放送株式会社, Zenkoku Asahi Hōsō Kabushiki-gaisha).
In 1996 richtte Asahi het All-Nippon News Network (ANN) (オールニッポンニュース・ネットワーク, Ōru Nippon Nyūsu Nettowāku) op. Tevens werden enkele reorganisaties doorgevoerd om het bedrijf meer het uiterlijk van een nationaal televisienetwerk te geven. Op 1 oktober 2003 verhuisde Asahi zijn hoofdkwartier naar Tokio, en werd de naam van het bedrijf officieel veranderd naar "TV Asahi Corporation".

TV Asahi "Channel 10" oud logo, gebruikt 1977-1996

## Programma’s
- Abarenbō Shōgun (1978–2003)
- Area 88
- As the World Turns
- Ashita no Nadja
- Atashin'chi
- Bobobo-bo Bo-bobo
- The Bold and the Beautiful
- Chōdenji Machine Voltes V
- Choudenji Robo Combattler V
- Captain Harlock
- Cyborg Kuro-chan
- Devilman (NET, 1972–1973)
- Guiding Light
- Gundam (before Turn-A Gundam)
- Gregory Horror Show (1998–2004)
- Haikara-san ga Tōru (1978–1979)
- Hagemaru
- Hana no Ko Lunlun (1979–1980)
- Jinki:EXTEND
- Majokko Megu-chan (NET, 1974–1975)
- Matthew's Best Hit TV+
- Metal Hero series
- Nanaka 6/17
- Ojamajo Doremi
- Peacemaker Kurogane
- Ranking the Stars
- Red Garden
- Saint Seiya
- Sh15uya
- Slam Dunk
- Super Hero Time
- SmaSTATION
- Strawberry 100% (いちご100%)
- Speed Grapher
- Sumomomo Momomo
- Tenjho Tenge
- Tokumei Kakarichō Tadano Hitoshi
- Tōshō Daimos
- World Pro Wrestling (ワールド・プロレスリング, New Japan Pro Wrestling TV program)
- Xenosaga: The Animation
- Fresh Pretty Cure!
- The Young and the Restless
- Yu-Gi-Oh!
- Zombie-Loan

### Nieuwsprogramma’s
- Action News
- ANN News
- Hodo Station (報道ステーション)
- Super J Channel (スーパーJチャンネル)
- Super Morning (スーパーモーニング)
- Wide! Scramble ( ワイド!スクランブル)
- Yaguchi Hitori Maru C (やぐちひとりC)
- Yajiuma Plus (やじうまプラス)

### Sportprogramma’s
- U.S. Open, The Open Championship
- US Women's Open, Women's British Open
- ISU Grand Prix of Figure Skating, Final
- Wereldkampioenschappen zwemmen
- Marathon van Yokohama

### Dramaprogramma’s
- You're Under Arrest (2002 TV drama)
- Maison Ikkoku (2007 TV drama)
- Aibou(相棒) Yutaka-Mizutani

### Kinderprogramma’s
- Sailor Moon
- Stitch! ~ Itazura Alien no Daiboken
- Maple Town
- Maya the Bee
- Dragon Ball (1986-1989)
- Perman
- The Powerpuff Girls (1997-2004)
- Crayon Shin-chan
- Fly Tales
- Cutie Honey (NET, 1973–1974)
- The Adventures of Pepero (1975–1976)
- Princess Princess
- Esper Mami
- CatDog
- Sally the Witch (1st en 2e serie)
- Danny Phantom
- De Smurfen
- Doraemon
- Strawberry Shortcake
- Kaibutsu-kun
- Ninja Hattori
- Lalabel, The Magical Girl
- Skunk Fu!
- Super Sentai
- Kamen Rider series